# Filipe Cortez
Filipe Cortez (Portugal, 1986) é Mestre em pintura pela Faculdade de Belas Artes da Universidade do Porto e licenciado em pintura pela mesma instituição. Expõe regularmente desde 2007, destacando-se exposições em Nova Iorque e Taipei. Em 2015 completou seis meses de residência artística na Residency Unlimited (Nova York), uma das principais residências artísticas internacionais, de onde surgiram várias colaborações com galerias e curadores.   Colaborou com curadores como Nuno Crespo e Paulo Cunha e Silva. 
O seu trabalho está representado nas colecções de Serralves (Fundação de Serralves, Porto), Quartel / Colecção Figueiredo Ribeiro (Abrantes, PT), Dona Chen Art Colletions (Taipein, CN) e na Colecção de Livros de Artista da Fundação Calouste Gulbenkian, entre outras. Vive e trabalha no Porto, PT. Participa regularmente em feiras como a ARCOlisboa. O seu trabalho é representado pela NO·NO Gallery, Lisboa.